# 甲賀真理子
甲賀 真理子（こうが まりこ、1949年7月30日 - ）は、日本のファッションデザイナー。広島県豊田郡安浦町（現・呉市）出身。広島県立呉三津田高校 - 東京学芸大学中退。1973年、文化服装学院卒業。
1974年、ニコル入社。ニコルブランド担当デザイナーとなる。1979年、ZELDA（ゼルダ）のチーフデザイナーに就任。年2回のコレクションを発表。1986年、同社取締役。ゼルダをMARIKO KOUGAと改め、1989年、マリコ・コウガ・アールを発表。1998年、ニコルを退職し、（株）マリコ・コウガを設立した。
ソワール（「MARIKO KOUGA Fil Dore」）やワールド（「LAMiAViTA」）などの数多のプロジェクトにて指揮やライセンス事業を手掛けてきたほか、日本を代表するファッションデザイナーとして東京ファッションデザイナー協議会とともに若手クリエイターの支援などにも取り組んでいる。